# Дембіче
Дембіче (пол. Dębicze) — село в Польщі, у гміні Ґрабув-над-Просною Остшешовського повіту Великопольського воєводства.
Населення — 368 осіб (2011).
У 1975-1998 роках село належало до Каліського воєводства.

## Демографія
Демографічна структура станом на 31 березня 2011 року:
|          | Загалом | Допрацездатний вік | Працездатний вік | Постпрацездатний вік |
| -------- | ------- | ------------------ | ---------------- | -------------------- |
| Чоловіки | 180     | 34                 | 123              | 23                   |
| Жінки    | 188     | 44                 | 94               | 50                   |
| Разом    | 368     | 78                 | 217              | 73                   |